# 메탈 위를랑
《메탈 위를랑》(Métal hurlant →울부짓는 메탈)은 주로 사이언스 픽션과 호러 만화가 게재된 프랑스의 만화 앤솔러지이다. 1974년 만화가 (뫼비우스로 알려진) 장 지로와 필립 드뤼이예(Philippe Druilet)가 저널리스트 겸 작가인 장 피에르 디오네(Jean-Pierre Dionnet)와 재무 책임자 Bernarrd Farkasd와 함께 창간하였다.
이 네 명은 Les Humanoïdes Associés로 알려져 있으며, 이 명칭은 《메탈 위를랑》을 출판하는 출판사의 명칭이 되었다. 잡지는 내셔널 램푼(National Lampoon)에 의해 《헤비 메탈》(Heavy Metal)이라는 제호로 미국에서 출판되었다.

## 역사
《메탈 위를랑》은 원래 계간으로 출간되었다. 69페이지로 구성되었고 이 중 18페이지만이 컬러였다. 뫼뵈우스와 드뤼이예가 잡지에 《아르자크》와 《Lone Slonae》를 게재하였고, 이후에 알레한드로 호도로프스키, 밀로 마나라 등이 작품을 발표하였다.
제7호부터는 격월간이 되었으며 제9호부터는 월간이 되었다. 만화 이외에도 잡지는 음악과 비디오 게임 리뷰뿐만 아니라 사이언스 픽션 서적과 영화에 대한 기사를 포함하였다. 복잡한 작화, 영화적인 형상, 초현실적인 스토리라인을 강조한 《메탈 위를랑》은 "성인" 만화 제작에서의 최초의 성숙한 표현법의 하나로서 전세계적으로 영향력을 발휘하였다.
메탈 위르랑은 1987년 출판이 중단되었고 2002년 다시 출판이 재개되었다가 2004년 제 14호를 끝으로 다시 출판이 중단되었다.